# Armo
Pour l'entreprise pétrolière, voir Armo (entreprise).
Armo est une commune italienne de la province d'Imperia, dans la région Ligurie.

## Administration
| Période                                  | Période | Identité | Étiquette | Qualité |
| ---------------------------------------- | ------- | -------- | --------- | ------- |
|                                          |         |          |           |         |
| Les données manquantes sont à compléter. |         |          |           |         |

### Hameaux
Trastanello.

### Communes limitrophes
Caprauna, Ormea, Pieve di Teco, Pornassio.